# Hydrotaea femorata
Hydrotaea femorata este o specie de muște din genul Hydrotaea, familia Muscidae, descrisă de Stein în anul 1914. Conform Catalogue of Life specia Hydrotaea femorata nu are subspecii cunoscute.